# Dieplinken
Dieplinken of deeplinken is het plaatsen van een hyperlink op een webpagina die linkt naar een specifieke pagina of plaatje binnen een andere website, in plaats van naar de hoofdpagina van die website. Wanneer de afbeelding of andersoortige inhoud van de andere website op deze webpagina zelf zichtbaar is, wordt gesproken van hotlinken.
Een voorbeeld van een dieplink is:
https://upload.wikimedia.org/wikipedia/commons/7/7c/Wikipedia_globe_logo-vec.svg
Deze link opent een afbeelding van een andere website in het browservenster.

## Achtergrond
Het gebruik van links is de kracht van internet. In de academische wereld, waar het internet ontstaan is, is de zeer snelle toegang tot informatie die elders is opgeslagen alleen maar wenselijk. Met de groei van het internet ontstonden gaandeweg aanbieders van informatie die proberen geld te verdienen met hun aanbod. Direct, bijvoorbeeld door een toegangscontrole die alleen met een betaald wachtwoord functioneert, of indirect door reclame of branding op de website. Het belang van dergelijke aanbieders ligt niet primair bij de snelle, ongehinderde toegang tot informatie. In de geschiedenis van het internet zijn er meerdere rechtszaken geweest om dieplinken te verhinderen.

## Dieplinken in Nederland
In Nederland is dieplinken in beginsel niet verboden. PCM, uitgever van onder meer NRC Handelsblad, de Volkskrant, Algemeen Dagblad, Trouw en het Rotterdams Dagblad, was niet blij dat nieuwsoverzichtssite kranten.com dieplinkte naar artikelen op de website van de dagbladen, in plaats van naar de hoofdpagina (homepage). Zo zou PCM advertentie-inkomsten mislopen, want alleen op de hoofdpagina's stonden advertenties en niet op de pagina's van de afzonderlijke artikelen. De rechter vond echter dat dieplinken gewoon is toegestaan: PCM kan op de artikelenpagina's immers ook gewoon advertenties plaatsen.

## Dieplinken in België
Dieplinken is in België, precies zoals in Nederland, in principe niet verboden. Er ontstond veel verwarring toen een aantal Waalse kranten (alle onderdeel van Copiepresse) een zaak had aangespannen tegen Google. Google werd in deze zaak veroordeeld door de rechter, maar niet voor dieplinken. Het bedrijf werd veroordeeld voor een schending van auteursrechten in zijn cache en het gebruiken van reproducties op Google Nieuws.

## Incidenten
Veel websites zijn verontwaardigd als er naar een afbeelding op hun site gedieplinkt wordt, omdat er meestal geen bronvermelding bij de dieplink staat, of omdat de afbeelding niet onder een vrije licentie is vrijgegeven. Zo had het Microsoft-team op zijn weblog een dieplink geplaatst naar een afbeelding op Niall Kennedy's weblog, die de afbeelding vervolgens verving door een choquerende foto (de zogenaamde Goatse-man).